# Wagner-Werke-Verzeichnis
Wagner-Werke-Verzeichnis (WWV), spis dzieł Wagnera – katalog 113 utworów, zarówno wokalnych jak i instrumentalnych, autorstwa Richarda Wagnera. Numeracja według WWV zastępuje w przypadku Wagnera numerację opusową.
Pod jednym numerem oznaczone być może kilka dzieł, tworzących razem pewną całość. Tak jest w przypadku tetralogii Pierścień Nibelunga, której części oznaczone są numerem 86 i kolejnymi literami A, B, C i D.